# Saxare

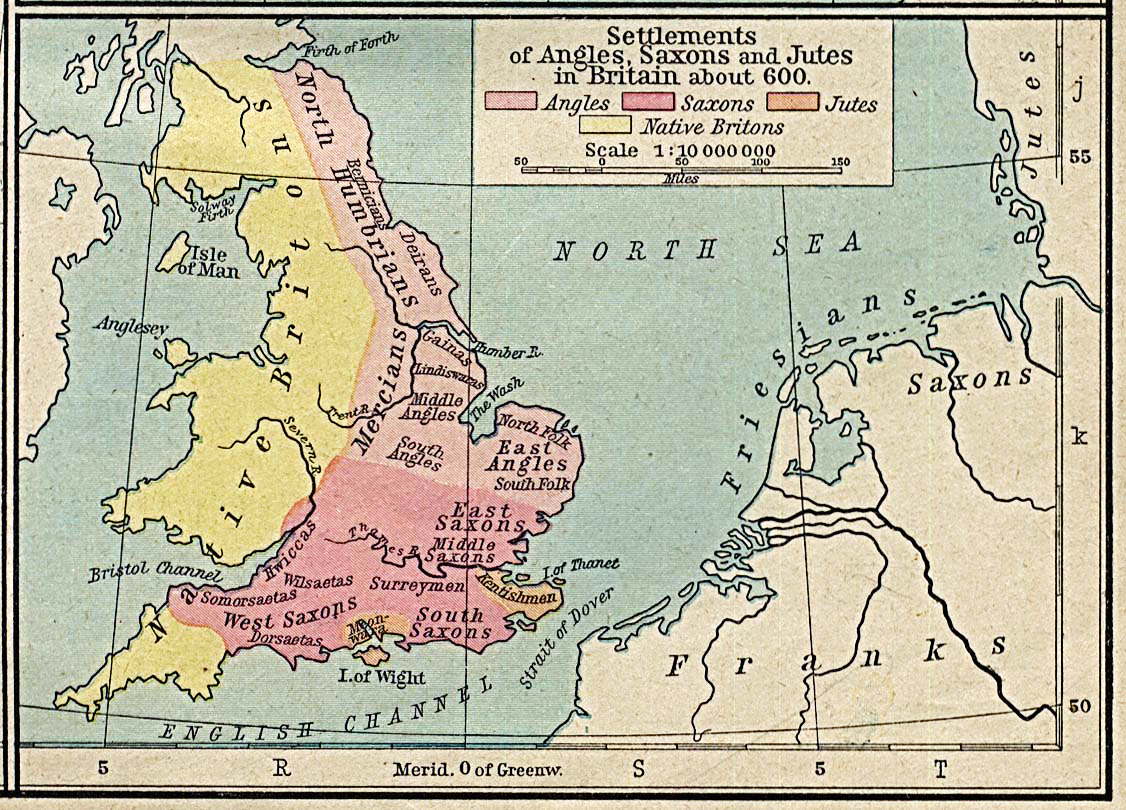
Anglers, saxares och jutars bosättningar i England vid 600-talet.

Saxarna var en germansk folkstam från gamla Sachsen i nuvarande nordvästra Tyskland det vill säga Niedersachsen, men ej nuvarande Sachsen. De omnämns första gången av geografen Klaudios Ptolemaios som ett folk från södra Jylland och nuvarande Schleswig-Holstein. Deras namn kommer från ordet sachs, ett kort svärd som under en längre tid var saxarnas nationalvapen. Sannolikt användes benämningen först av andra folk och togs sedan upp av saxarna själva.
Saxarna tillhörde folkgruppen sveber och herminoner, och ingick tillsammans med bland annat anglerna i de sju folkstammar i detta område som dyrkade Nerthus, vilken var en fruktbarhetsreligion med mycket djurdyrkan. Omkring år 200 e.Kr. har de förenat sig med flera av Nerthusfolken samt chaukerna som bodde mellan Weser och Elbes mynningar.

## Historia

### Folkvandringstiden
Vid mitten av 300-talet börjar de att uppträda härjande till sjöss. Samtidigt var saxarna ett av de folk som invaderade Gallien efter att romarna tvingats öppna sina gränser mot Rhen år 406 e.Kr. När hunnerna under Attila stormade mot Gallien i mitten av 400-talet, var saxarna en av de germanstammar som tillfälligt förenade sig med romarna och besegrade hunnerna år 451 i slaget vid Katalauniska fälten.
Saxarna upprättade ett eget starkt rike och hävdade sig länge mot frankerna, och var även i förbund med dem när de gemensamt besegrade thyringarna år 531 och delade upp deras land. När langobarderna år 568 gick över Alperna mot romarna, blev de förstärkta av bland andra  20 000 saxare[källa behövs].

### Erövringen av Britannien
Många saxare, tillsammans med angler, jutar, friser och franker, invaderade på 400-talet Britannien. Två hövdingar, Hengist och Horsa, ska ha gått i spetsen med tre långskepp. Ön var vid denna tidpunkt till största delen övergiven av romarna; pikter, skoter och germanska sjörövare härjade landet medan de sinsemellan låg i ständiga fejder. I denna nöd tycks britannerna ha gjort gemensam sak med saxarna gentemot sina fiender skoterna, trots att saxarna hotade deras land. Främlingarna fick jord i nordvästra Kent och förstärktes allt eftersom av nya skaror från hembygden, tills de förvandlades från bundsförvanter till erövrande fiender. Vid sidan av saxarna började angler från det nuvarande Holstein dyka upp och även jutar. Saxarna bosatte sig huvudsakligen vid sydkusten och Themsen, anglerna vid Hadrianus mur och Humber och jutarna litet varstans.
Erövrarna gav namn åt grevskap såsom Essex, Middlesex, Sussex och Wessex. Saxarna var där den dominerande folkgruppen från och med slutet av 700-talet fram till normandernas invasion 1066. De hade då blivit ett enhetligt folkförbund och kallades gemansamt för anglosaxare, fast det område som idag utgör England var uppdelat i småriken.

### Besegras av frankerna

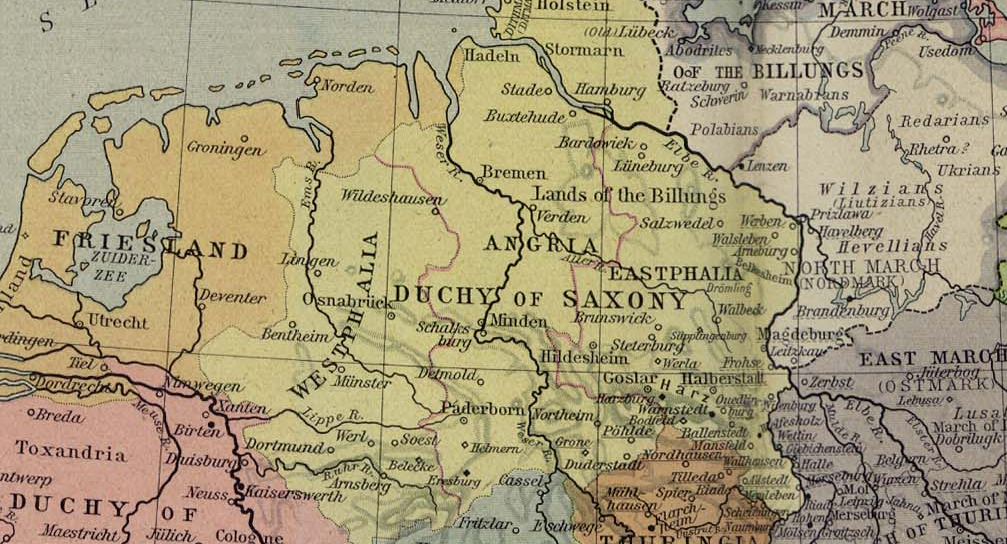
Hertigdömet Sachsen (Duchy of Saxony) i norra Tyskland.

År 722 gjorde frankerna under Karl Martell saxarna avhängiga och skattskyldiga. År 772 gjorde dock saxarna uppror mot frankerna under sin hövding Widukind och hans bondehär, som var i opposition mot den saxiska adeln som ville ha en union med frankerna och Karl den store. Detta ledde till massakern vid Werden år 782 då 4 500 saxare avrättades. Widukind höjde dock upprorsfanan flera gånger innan han slutgiltigt besegrades och frankerna intog Saxland år 804.
Saxarna bestod dock länge som folk, och under flera hundra år benämndes nordvästra Tyskland av bland annat vikingarna som Saxland. Också består vidare i hertigdömet Sachsen i yngre medeltiden och hade med huset Welf i tysk-romerska riket kejsare.

## Mytologi
I Ynglingasagans prolog berättar Snorre Sturlason att det saxiska folket uppkom genom att asakonungen Oden och hans folkskaror, på sin färd från Svarta havet till Sverige, lämnade kvar två av sina prinsar i norra Tyskland, varifrån deras ättlingar sedan lade under sig det som sedan blev Saxland.

### Fotnoter
1. ↑  ”saxare - Uppslagsverk - NE”. www.ne.se. http://www.ne.se/uppslagsverk/encyklopedi/l%C3%A5ng/saxare. Läst 12 september 2017.
2. ↑  Stedje 2007, s. 101
3. ↑  Chauker i Nordisk familjebok (andra upplagan, 1906)
4. 1 2  Hildebrand, Hans; Hjärne, Harald; Pflugk-Harttung, Julius von. ”28 (Världshistoria / Medeltiden)”. runeberg.org. https://runeberg.org/vrldhist/2/0056.html. Läst 18 juni 2021.

### Källförteckning
- Stedje, Astrid; Prell Heinz-Peter (2007) (på tyska). Deutsche Sprache gestern und heute: Einführung in Sprachgeschichte und Sprachkunde. UTB für Wissenschaft ; 1499 (6. Aufl.). Paderborn: Fink. Libris 10686347. ISBN 978-3-8252-1499-9 (UTB)